# 亨內平鎮區 (伊利諾伊州帕特南縣)
亨內平鎮區（英語：Hennepin Township）是位於美國伊利諾伊州帕特南縣的一個行政鎮區。

## 地方資料
根據2010年美國人口普查的數據，亨內平鎮區的面積為112.00平方千米，當中陸地面積為107.10平方千米，而水域面積為4.90平方千米。當地共有人口1168人，而人口密度為每平方千米10.43人。